# The Taking
The Taking è il terzo album in studio del gruppo musicale hard rock statunitense Loaded, pubblicato nel 2011.

## Tracce
1. Lords of Abbadon – 3:25
2. Executioner's Song – 3:36
3. Dead Skin – 3:20
4. We Win – 4:04
5. Easier Lying – 4:05
6. She's an Anchor – 3:22
7. Indian Summer – 4:22
8. Wrecking Ball – 3:27
9. King of the World – 3:24
10. Cocaine – 4:14
11. Your Name – 3:18
12. Follow Me to Hell – 3:39

## Formazione
- Duff McKagan - voce, chitarra
- Isaac Carpenter - batteria, percussioni
- Jeff Rouse - basso, cori
- Mike Squires - chitarra, cori